# Kunglig kortstjälk

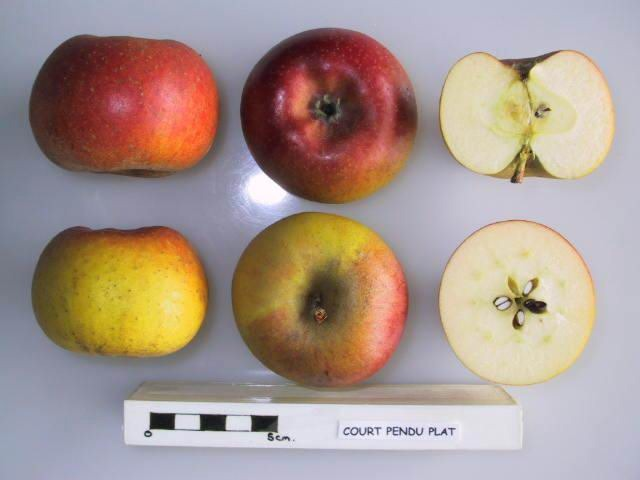
Kunglig kortstjälk

Kunglig kortstjälk är en gammal fransk äpplesort som är känd sedan 1600-talet. Sorten går i Sverige även under namnet röd kortstjälk. Det franska namnet på äppelsorten är Court Pendu Plat. Det är ett litet till ett medelstort äpple. Äpplena brukar vara 68 mm på bredden omkring 48–49 mm på höjden. Grön grundfärg, röd täckfärg över omkring halva äpplet. Diplod. Slutet kärnhus. Äpplet har mycket rost i stjälkhålan och på skalet. Kort och tjock stjälk. Det är ett vinteräpple som skördas i oktober och är ätmogen i januari. Lång hållbarhet. Bra resistens mot skorv och mjöldagg. Sorten är sällsynt i Sverige.